# كازوما تاكاياما
كازوما تاكاياما (باليابانية: 高山 和真) (مواليد 14 يوليو 1996)، هو لاعب كرة قدم ياباني سابق كان يلعب كمدافع.

## وصلات خارجية
- كازوما تاكاياما على موقع رابطة كرة القدم اليابانية للمحترفين (اليابانية)
- كازوما تاكاياما على موقع قاعدة بيانات كرة القدم.إي يو (الإنجليزية)
- كازوما تاكاياما على موقع Soccerway.com (الإنجليزية)
- كازوما تاكاياما على موقع عالم كرة القدم.نت (الإنجليزية)
- كازوما تاكاياما على موقع كووورة